# Ekonomiåret 1962

## Händelser
- 15 mars - Sveriges statsminister Tage Erlander lägger fram en proposition om att det svenska biståndet till U-länderna skall öka från 52 till 130 miljoner kronor.

## Bildade företag
- 1 januari: Air Madagascar, madagaskiskt flygbolag.[1]